# Eirene (księżyc)
Eirene (Jowisz LVII) – mały zewnętrzny księżyc Jowisza. Został on odkryty przez grupę astronomów z Uniwersytetu Hawajskiego pod przewodnictwem Scotta Shepparda w 2003 roku.
Eirene obiega Jowisza ruchem wstecznym, czyli w kierunku przeciwnym do obrotu planety wokół własnej osi. Satelita należy do grupy Karme.
Do 2019 roku nosił oznaczenie tymczasowe S/2003 J 5, jego nazwa została wyłoniona w głosowaniu. Mityczna Ejrene była boginią pokoju, córką Zeusa i Temidy.